# Flash!
Flash! er debutalbummet fra den danske elektro-pop duo Electric Lady Lab. Det blev udgivet den 7. januar 2011 på Mermaid Records. Andensinglen, "You & Me" sampler "Rhythm Is a Dancer" (1992) fra den tyske eurodance gruppe Snap!. Singlen har ligget #2 på hitlisten, og har solgt mere end 25.000 eksemplarer. Flash! blev ikke nogen kommerciel succes, idet albummet tilbragte én enkelt uge på hitlisten som #11.

## Modtagelse
Musikmagasinet Gaffa gav albummet 4 ud af 6 stjerner, og skrev "Sangerinden Stine har en god vokal – hvilket ikke har været flertallet af eurodance-acts forundt. Teksterne hæver sig over genrens ironiske og til tider komplet åndsforladte niveau med duoens forkærlighed for melankoli. Melodierne er godt skruet sammen – på en måde, så man faktisk kan skelne numrene fra hinanden." Peter Schollert fra Jyllands-Posten skrev at albummet til tider tegner for tydelige referencer til Depeche Mode i 80'erne og Madonna-albummet Ray of Light. Han fremhæver numrene "Flash!", "I Follow You" og "Fascinated", men mener albummet som helhed mangler "punchlines, sætninger og budskaber". B.T.'s Henning Høeg kritiserede sangskriver Martin Bøge Pedersen for "kluntede og klichéfyldte engelske tekster", men beskrev samtidig sangerinde Stine Hjelm Jacobsens vokal som både "omfangsrig" og "personlig". Ifølge anmelderen hæmmes albummet af manglende "pragt-omkvæd", og gav det 2 ud af 6 stjerner.

## Trackliste
| #   | Titel                  | Sangskriver(e)                                                        | Længde |
| --- | ---------------------- | --------------------------------------------------------------------- | ------ |
| 1.  | "Last Virgin Alive"    | Martin Bøge Pedersen                                                  | 3:32   |
| 2.  | "You & Me"             | Pedersen, Michael Münzing, Luca Anzilotti, Thea Austin, Durron Butler | 3:51   |
| 3.  | "I Follow You"         | Pedersen                                                              | 3:41   |
| 4.  | "Dancing with a Ghost" | Pedersen                                                              | 3:38   |
| 5.  | "Let Go"               | Pedersen, Anders Øland, Christian Møller Nielsen                      | 3:17   |
| 6.  | "Flash!"               | Pedersen                                                              | 3:57   |
| 7.  | "Wondering"            | Pedersen                                                              | 3:38   |
| 8.  | "Dangerous"            | Pedersen, Henrik Lund                                                 | 3:31   |
| 9.  | "Fascinated"           | Ish Ledesma                                                           | 3:54   |
| 10. | "Imagination"          | Pedersen, Henrik Lund                                                 | 3:25   |
| 11. | "It's Over Now"        | Pedersen, Henrik Lund                                                 | 3:39   |

Noter
- "You & Me" sampler "Rhythm Is a Dancer" med Snap!.
- "Let Go" sampler "Dooh Dooh" med Barcode Brothers.
- "Fascinated" sampler sangen af samme navn med Company B.

## Hitlisteplacering
| Hitliste (2011) | Højeste placering |
| --------------- | ----------------- |
| Danmark         | 11                |